# 新月社
新月社，又称新格律诗派，是由胡適、徐志摩、闻一多、梁实秋、陈源等人于1923年创建的文学团体，1926年起徐志摩在《晨报副刊》上创办了《诗镌》、《剧刊》，1927年新月书店在上海成立，1928年3月由徐志摩、罗隆基、梁实秋等创立了《新月》月刊。新月社名称以泰戈尔的散文诗《新月集》命名。
新月社的成立，造就了一批著重现代格律诗的新月派诗人，对中国的新文化运动产生了重要的影响。新月派在提倡现代诗歌格律化的同时，强调对诗歌语言词汇的运用和聲韻的重視，在诗歌创作中体现文学美的意境。
1931年11月19日，徐志摩飞机失事遇难，不久《新月》杂志停刊，新月社解散。

## 人权运动[3]
1929年3月，国民党上海特别市党部代表陈德征在国民党“三全大会”上提交了一份《严厉处置反革命分子案》。陈提议：“凡经省党部及特别市党部书面证明为反革命分子者，法院或其他法定之受理机关应以反革命罪处分之。如不服，得上诉。惟上级法院或其他上级法定之受理机关，如得中央党部之书面证明，即当驳斥之。”
针对陈的提案，胡适写了《人权与约法》一文，在《新月》杂志发表。胡适呼吁：“我们要一个约法来规定政府的权限：过此权限，便是‘非法行为’。我们要一个约法来规定人民的‘身体，自由，及财产’的保障：有侵犯这法定的人权的，无论是一百五十二旅的连长或国民政府的主席，人民都可以控告，都得受法律的制裁。”随后，胡适又写了《我们什么时候才可有宪法？———对于〈建国大纲〉的疑问》、《新文化运动与国民党》、《知难，行亦不易———孙中山先生的‘行易知难说’述评》等文章。罗隆基写了《论人权》、《告压迫言论自由者》、《专家政治》等文章；梁实秋也写了《论思想统一》。

## 相关链接
- 新月社 （页面存档备份，存于）
- 中国现代诗歌史